# Pterostichus brevicornis
Pterostichus brevicornis är en skalbaggsart som beskrevs av Kirby. Pterostichus brevicornis ingår i släktet Pterostichus och familjen jordlöpare. Arten har ej påträffats i Sverige. Inga underarter finns listade i Catalogue of Life.